# Meitantei Conan: Kara kurenai no love letter
Meitantei Conan: Kara kurenai no love letter (jap. 名探偵コナン から紅の恋歌 Meitantei Konan: Kara Kurenai no Rabu Rettā, ang. Detective Conan: The Crimson Love Letter) – japoński film anime wyprodukowany w 2017 roku, dwudziesty pierwszy film z serii Detektyw Conan. Piosenką przewodnią filmu była „Togetsukyō ~Kimi omou~”, śpiewana przez Mai Kuraki.
Film miał swoją premierę 15 kwietnia 2017 roku w Japonii przynosząc łączny dochód 6,89 mld jenów, znalazł się na pierwszej pozycji na liście najbardziej dochodowych japońskich filmów.

## Obsada
- Minami Takayama – Conan Edogawa
- Wakana Yamazaki – Ran Mōri
- Rikiya Koyama – Kogorō Mōri
- Ryō Horikawa – Heiji Hattori
- Yūko Miyamura – Kazuha Toyama
- Megumi Hayashibara – Ai Haibara
- Yukiko Iwai – Ayumi Yoshida
- Ikue Ōtani – Mitsuhiko Tsuburaya
- Wataru Takagi – Genta Kojima
- Kazuhiro Yamaji – Heizō Hattori
- Masako Katsuki – Shizuka Hattori
- Masaki Terasoma – Ginshirō Tōyama
- Daisuke Ono – Muga Iori
- Daisuke Miyagawa – Kōji Sekine
- Riho Yoshioka – Mikiko Hiramoto